# Carl-Maria-von-Weber-Museum

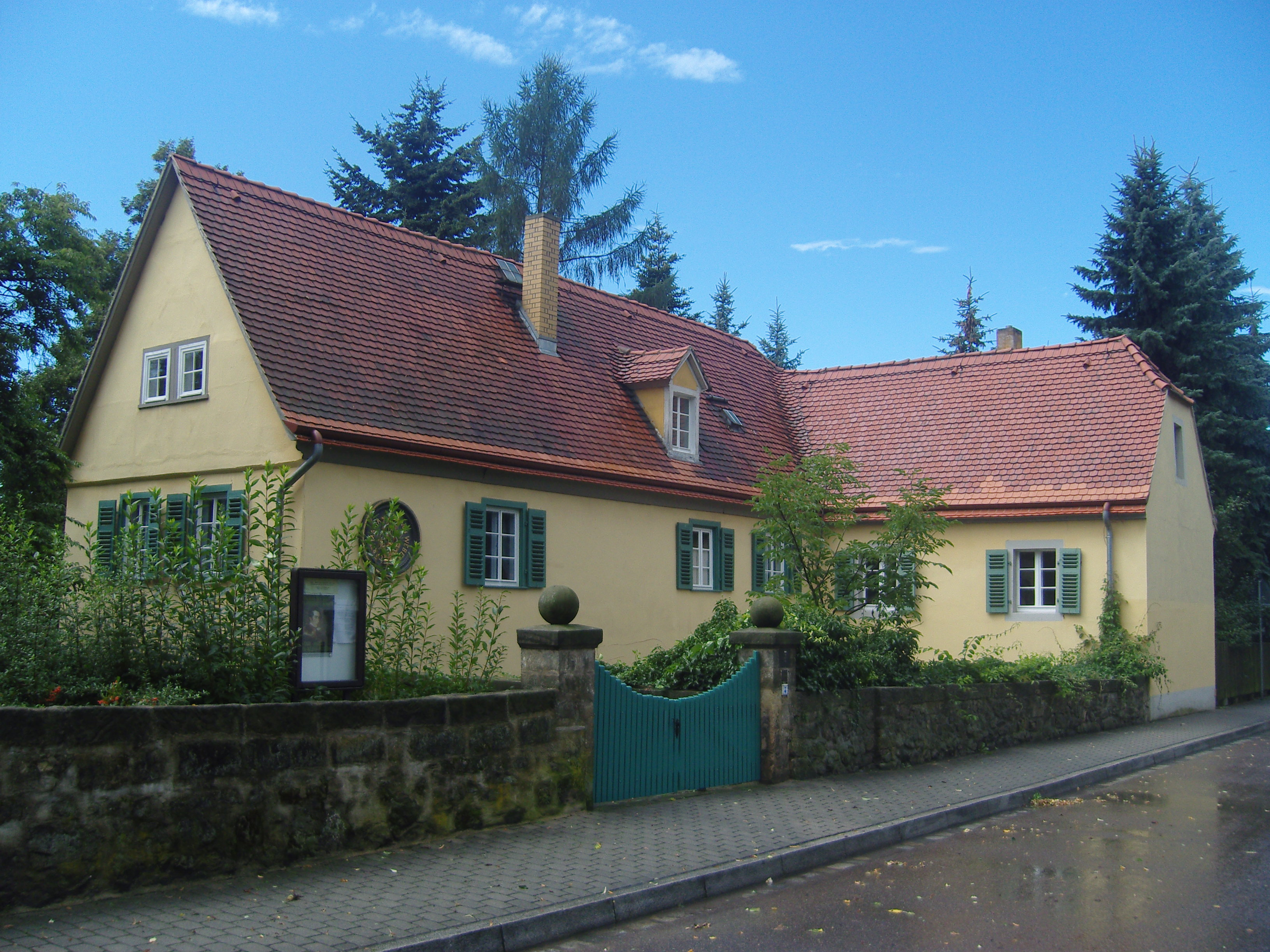
Carl-Maria-von-Weber-Museum

Das Carl-Maria-von-Weber-Museum ist ein Musikmuseum in Dresden, das dem Komponisten Carl Maria von Weber gewidmet ist. Es wurde in dessen ehemaligem Sommerwohnsitz eingerichtet und gehört zum Verbund der Museen der Stadt Dresden.

## Standort
Das Museum befindet sich in einem alten Winzerhaus im Stadtteil Hosterwitz im Osten der sächsischen Landeshauptstadt. Es liegt am Rande des Elbtalkessels an der Dresdner Straße 44, etwa einen Kilometer nördlich von Schloss Pillnitz. In der Nähe befinden sich mit dem Kunstgewerbemuseum und dem Schlossmuseum zwei weitere Dresdner Museen.

## Ausstellungen und Veranstaltungen

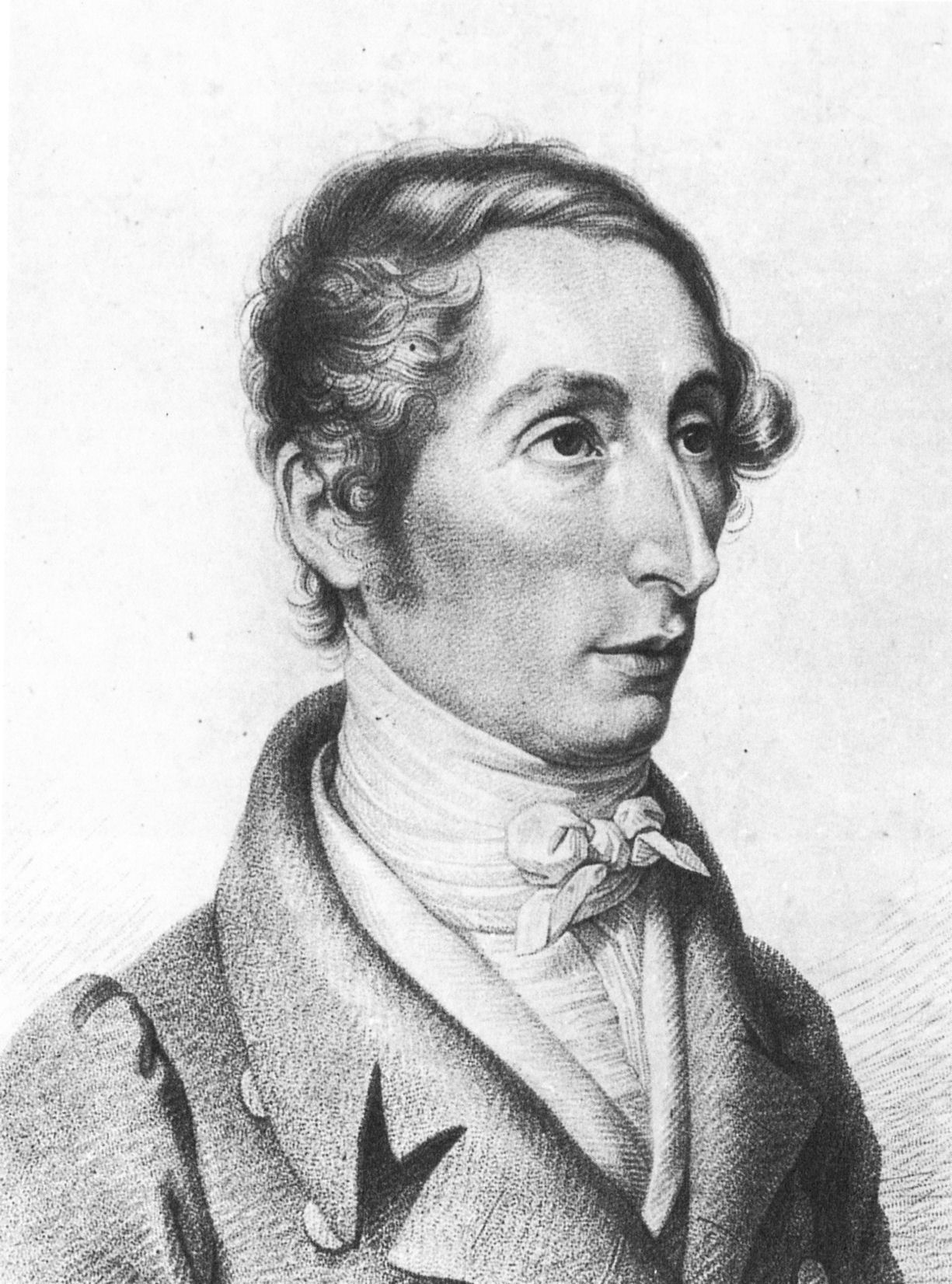
Carl Maria von Weber

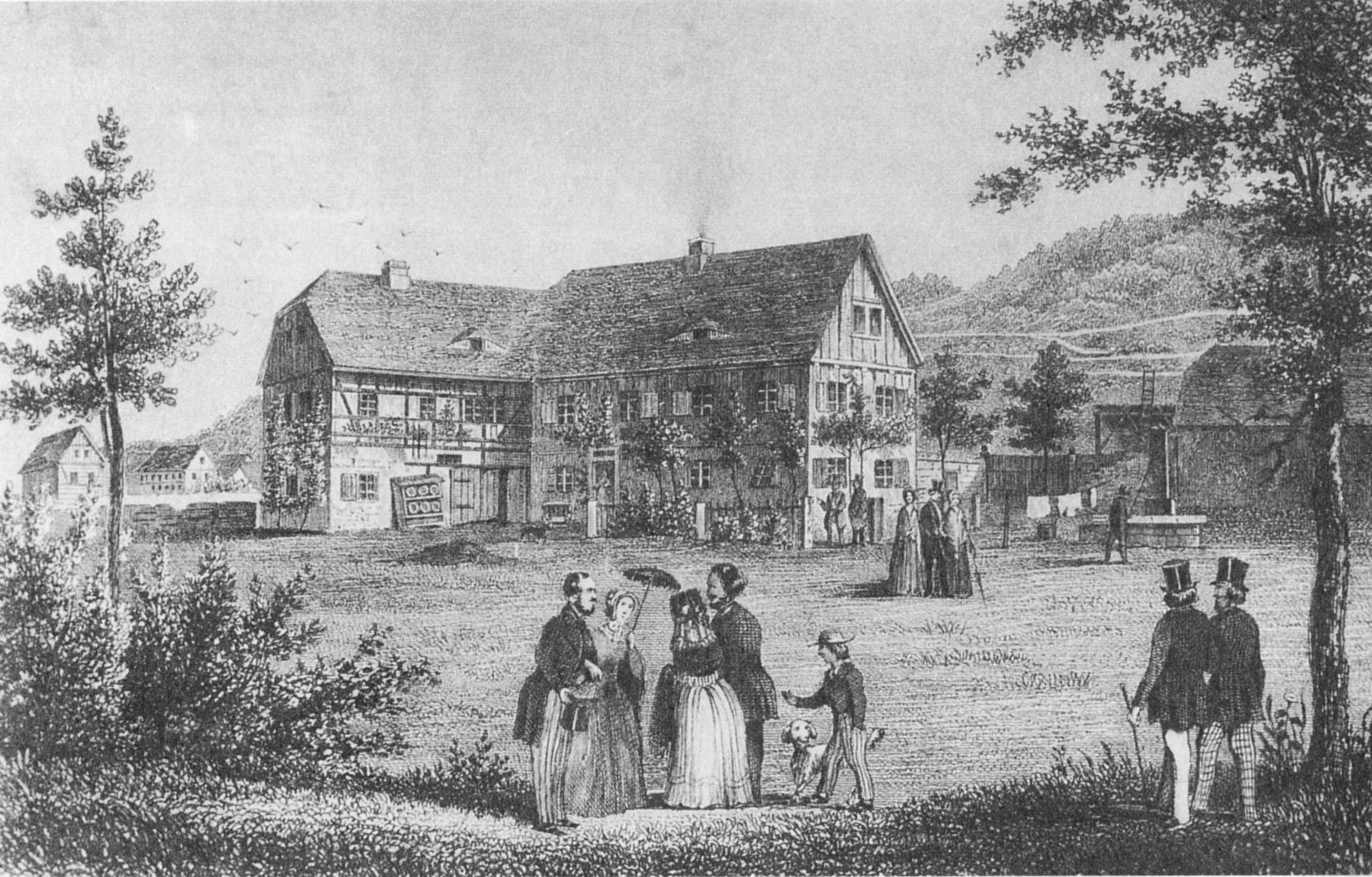
Zeitgenössischer Stich von Webers Landhaus

Die Dauerausstellung des Museums erstreckt sich über zwei Stockwerke des Gebäudes. Dokumentiert werden Leben und Werk des Komponisten Carl Maria von Weber. Bestandteile der Sammlung sind unter anderem persönliche Gegenstände, die teilweise aus dem Nachlass seiner Urenkelin Mathilde von Weber (1881–1956) stammen, zum Beispiel Webers Stimmgabel, Siegelring und Petschaft. Zahlreiche zeitgenössische Dokumente belegen das Schaffen des Musikers, darunter Auszüge aus Notenmanuskripten, Tagebüchern und Briefen. Dabei handelt es sich überwiegend um Faksimiles. Die Originale befinden sich zum Großteil in der Staatsbibliothek zu Berlin. Ausgestellt sind ferner die Originalgemälde mehrerer Familienmitglieder. Durch Kriegsverlust von Originalmobiliar wurde das Arbeitszimmer Webers im ersten Stock mit zeitgenössischen Möbeln nachempfunden.
Regelmäßig finden im kleinen Veranstaltungsraum Konzerte statt, im Sommer traditionell auch im Garten. Seit Jahrzehnten gibt es diesbezüglich Kooperationen mit der Dresdner Musikhochschule Carl Maria von Weber. Außerdem bereichern wechselnde Sonderausstellungen mit zum Haus passenden Themen das Angebot für die Besucher.

## Geschichte
Im 19. Jahrhundert war Hosterwitz auf Grund seiner reizvollen Lage eine beliebte Sommerfrische für die Einwohner der nahen Residenzstadt Dresden, u. a. auch für viele Künstler. Bei einem Spaziergang entdeckte Carl Maria von Weber, der von 1817 bis zu seinem Tode im Jahr 1826 das Amt des Hofkapellmeisters am Dresdner Hoftheater innehatte, im Frühjahr 1818 das Häuschen des Winzers Gottfried Felsner und verlebte hier in der Folge mit seiner Familie die Sommermonaten der Jahre 1818, 1819 sowie von 1822 bis 1824. In dieser Zeit lernte er die Landschaft um Pillnitz und Hosterwitz sowie das Elbsandsteingebirge kennen und ließ sich von den erlebten Natureindrücken musikalisch inspirieren. In dem heutigen Museumsgebäude entstanden unter anderem große Teile der Oper Euryanthe,  die Jubelkantate aus Anlass des 50. Regierungsjubiläums des sächsischen Königs Friedrich August I., die Kantate Natur und Liebe sowie Lieder und Klaviermusik wie das Rondo Aufforderung zum Tanz. Außerdem empfing Weber hier verschiedene Musiker und Dichter, wie Heinrich Marschner, Johann Nepomuk Hummel, Ludwig Tieck und Wilhelm Müller. Während des Aufenthaltes Caroline von Webers mit den beiden kleinen Söhnen Max Maria und Alexander Maria im Sommer 1826 erreichte sie an diesem Ort die Nachricht vom Tod ihres Gatten in London.

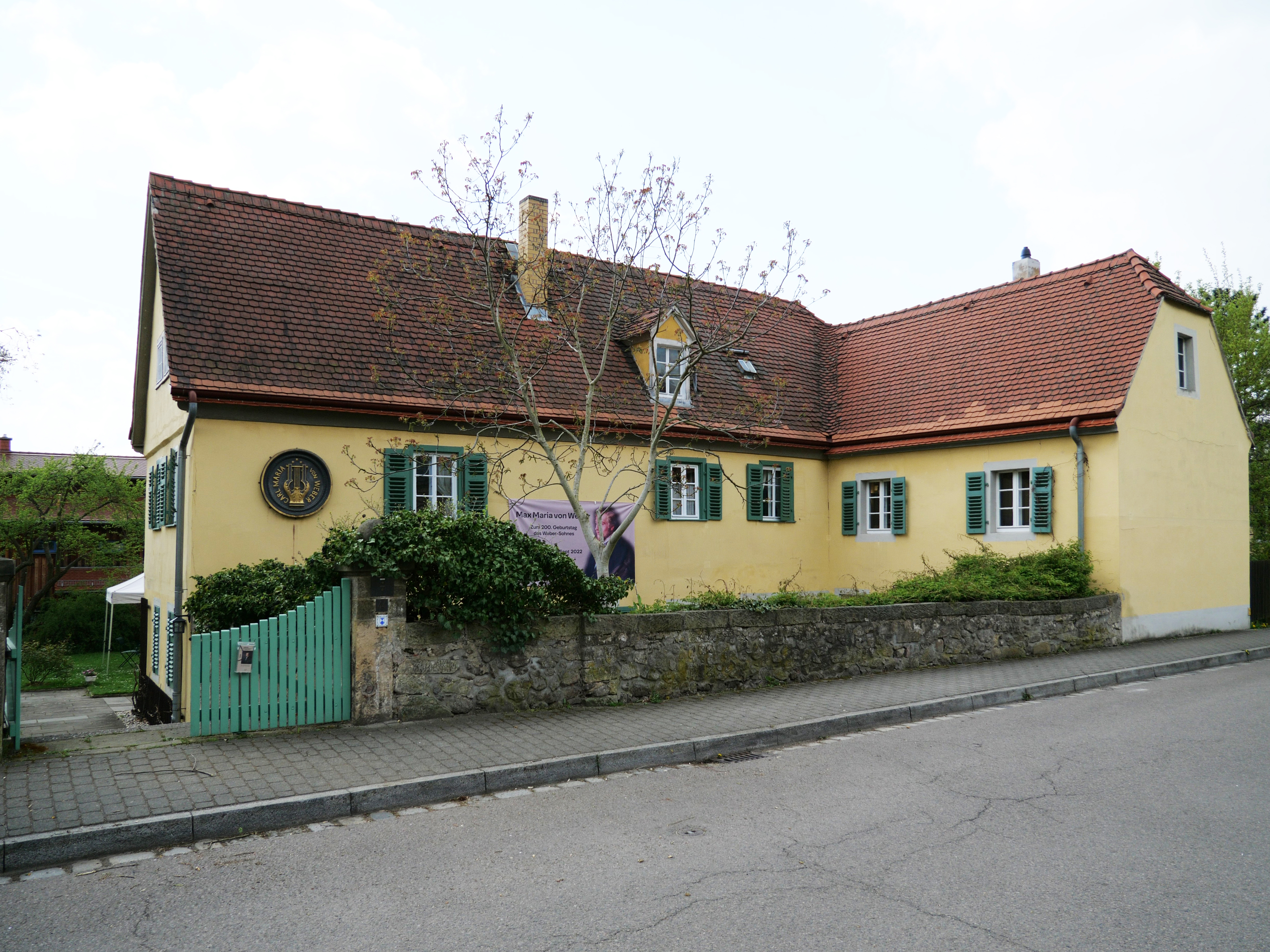
Carl-Maria-von-Weber-Museum

1836 stiftete der preußische Musikdirektor Friedrich Wilhelm Jähns, ein großer Verehrer Webers und erster Herausgeber eines Werkverzeichnisses, ein Gästebuch. 1847 folgte ein Brief, ein Notenblatt sowie ein Porträt des Künstlers. So konnten Verehrern Webers in diesem Haus zwar noch keine Ausstellung, aber erste Dokumente präsentiert werden. 1865 brachte man auf Anraten Jähns eine Gedenktafel an der Fassade des Hauses an. 1923 übernahm der Landesverein Sächsischer Heimatschutz das Gebäude. 1948 wurde im Erdgeschoss erstmals ein Gedenkraum eröffnet. 1957, ein Jahr nach dem Tod Mathilde von Webers, der letzten in Dresden lebenden Nachfahrin, ließ der Rat der Stadt Dresden in den ehemaligen Wohnräumen Webers das bis jetzt weltweit einzige dem Komponisten gewidmete Museum einrichten. Nach einer 1973 begonnenen grundlegenden Sanierung erfolgte im Jahre 1976 anlässlich des 150. Todestages von Carl Maria von Weber die Neueröffnung des Hauses.